# Урья (гора)
Урья — гора в массиве Горганы (Украинские Карпаты). Расположена в северной части Тячевского района Закарпатской области, на северо-восточнее села Лопухов.
Высота 1447,6 м (по другим данным — 1445 м). Вершина незалесненная, склоны крутые, поросшие буково-еловыми лесами. Урья вместе с несколькими соседними вершинами образует выразительный хребет, имеющий форму полумесяца. Почти со всех сторон хребет отграничен от других хребтов глубокими долинами реки Брустурянки и её левых притоков.
Благодаря удалённости от населённых пунктов и популярных туристических маршрутов, на горе Урья и вокруг неё сохранились ценные природные комплексы с чистыми потоками и лесами.